# Ranunculus gramineus
Ranunculus gramineus es una especie  de la familia de las ranunculáceas.

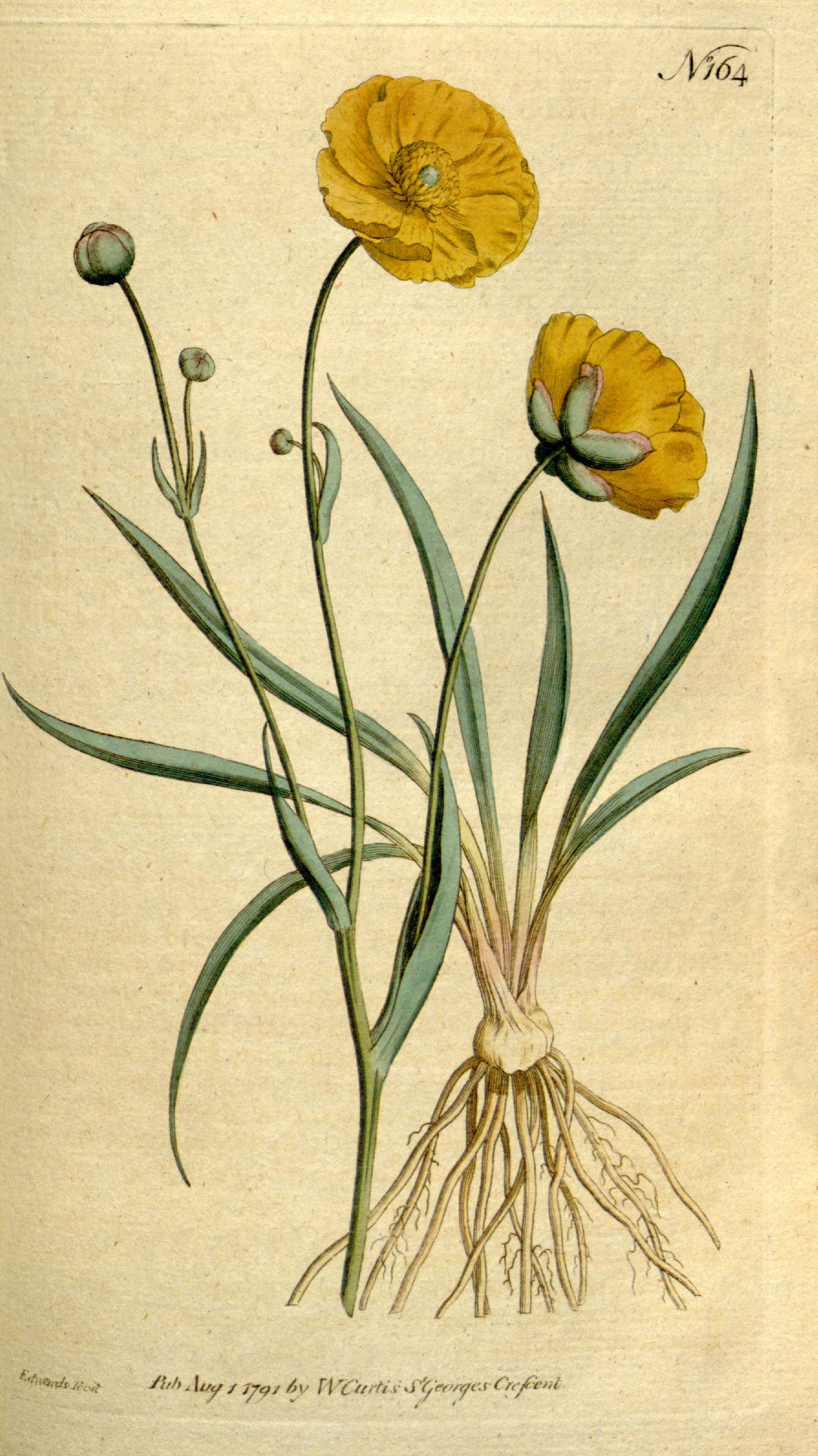
Ilustración

## Descripción
Planta perenne, amacollada  compacta de hasta 45 cm de alto, con hojas peludas verde azulado y graminoides, casi todas basales de nervios paralelos, coriáceas, con bases ensanchadas en forma de vaina. Pocas hojas superiores más cortas. A finales de primavera y principios de verano da flores amarillas y acopadas con 5 pétalos ovalados que en las bases llevan una escama nectaria. Sépalos más cortos, amarillentos, glabros. Numerosos estambres amrillos. Pocos carpelos en el centro de la flor. Fruto: algunas núculas planas, de pico corto en el corto eje de la flor.

## Hábitat
Habita en  prados de montaña secos y rocosos.

## Distribución
En el sudoeste de Europa y el Mediterráneo  central hasta el centro de Italia. En España aparece en la zona centro en prados de siega.

## Taxonomía
Ranunculus gramineus fue descrita por Carlos Linneo y publicado en Sp. Pl. 549 1753.
Citología
Número de cromosomas de Ranunculus gramineus (Fam. Ranunculaceae) y táxones infraespecíficos: n=8; 2n=16
Etimología
Ver: Ranunculus
gramineus: epíteto latino que significa "como hierba".
Sinonimia
- Xerodera graminea Fourr.	[5]